# Haplochromis simotes
Haplochromis simotes е вид лъчеперка от семейство Цихлиди (Cichlidae).

## Разпространение
Видът е ендемичен за Бели Нил, езерото Виктория, Централна Африка.